# Rešetka (teorija grafova)
Rešetka, vrsta grafa u teoriji grafova. To je regularan graf s najnmajim mogućim brojem vrhova koji je stupnja {\displaystyle \Delta } i struka {\displaystyle g} zove se {\displaystyle (\Delta ,g)}-rešetka. Među prvim znanstvenicima koji su proučavali ovu vrstu grafova spada W. T. Tutte. Pál Erdős i Horst Sachs poslije su dokazali {\displaystyle (\Delta ,g)}-rešetke postoje za sve {\displaystyle \Delta \geq } 2 i {\displaystyle g\geq 3}. Ova vrsta grafova je vrlo rijetka. Do danas je dokazano postojanje 38 ovakvih grafova i to za koje vrijedi {\displaystyle \Delta \leq 14} i {\displaystyle g\leq 12}.